# Seo Taiji and Boys
Seo Taiji and Boys (Hangul: 서태지와 아이들) fue un grupo de música surcoreano activo de 1992 a 1996. Sus tres miembros Seo Taiji, Yang Hyun-suk y Lee Juno experimentaron con muchos géneros diferentes de música popular occidental. Seo Taiji and Boys eran altamente acertados y se acreditan con cambiar la industria de música surcoreana. Ganaron el Gran Premio en los Seoul Music Awards en 1992 y 1993. En abril de 1996, Billboard informó que sus tres primeros álbumes habían vendido cada uno más de 1.6 millones de copias con el cuarto cerca de dos millones.

## Historia
Después de la desintegración de la banda de heavy metal Sinawe en 1991, Seo Taiji cambió de marcha y formó el grupo Seo Taiji and Boys con los bailarines y vocales Yang Hyun-suk y Lee Juno. Yang dijo que conoció a Seo cuando el músico vino a él para aprender a bailar. "Arrastrado" por su música, Yang se ofreció a unirse al grupo y más tarde reclutaron a Lee, que era un de los mejores bailarines de Corea. Del mismo modo, Lee se unió al grupo como un bailarín de fondo, a pesar de ser respetado en su propio derecho, porque la música "se trasladó a su corazón. Seo Taiji se encontró con la tecnología MIDI por primera vez en Corea del Sur a principios de la década de 1990 y comenzó a experimentar con diferentes sonidos MIDI para crear un nuevo tipo de música que no había sido oído por el público. Inicialmente no tenía planes de debutar como un grupo de chicos de baile/pop y el éxito de Seo Taiji and Boys era una sorpresa.
Antes de Seo Taiji and Boys la industria de la música coreana fue influenciada sobre todo por la música folk americana y japonesa debido a las raíces coloniales de Corea del Sur. Esta música dominaría la industria de la música coreana hasta que el país levantara la prohibición de viajar que tenían en su lugar en 1988. Esto permitiría que elementos musicales de países extranjeros se volvieran más accesibles. En los años 90, Seo Taiji and Boys comenzaron a usar la tecnología MIDI para comenzar a incorporar elementos de música occidentalizados como rap, rock y techno en su música. Seo Taiji and Boys también comenzaron a incorporar el idioma inglés en su música, una tendencia popular en Corea del Sur que resultó debido a una dependencia creciente en los Estados Unidos para la estabilidad económica. Mediante la incorporación de estos elementos de la música en más balada de Corea como música de Seo Taiji and Boys proporcionaría la base para la hibridación de la música coreana con la del mundo exterior, esto daría lugar a la fundación de la música pop coreana moderna. Esta hibridación de la música sería una de las razones fundamentales de la popularidad de la música pop coreana, ya que también promovió la habilidad de la música pop coreana de penetrar en los mercados extranjeros en lo que se ha conocido como la Hallyu Wave. Seo Taiji and Boys actuaron como un instrumento de cambio dentro de Corea, desafiando las leyes de censura, así como la hegemonía de las cadenas de televisión sobre el mercado de la música. En 1995, el Korean Broadcasting Ethics Committee exigió que Seo Taiji and Boys cambiaran las letras de «Shame The Times». Esto incitaría a protestas y resultaría en la abolición de la censura en Corea. Seo Taiji también no tenía que depender de las redes de televisión debido al hecho de que él poseía su propio estudio, esto comenzaría una disminución en el poder sobre la capacidad de las redes de televisión para dictar cuando los artistas aparecen en los espectáculos.

### 1992: «I Know»
El trío debutó en el programa de talentos de MBC el 11 de abril de 1992 con su canción «I Know» (난 알아요) y obtuvo la calificación más baja del jurado. Sin embargo, la canción y su álbum debut homónimo se hizo tan exitoso que, según MTV Iggy, "la música K-pop nunca volvería a ser la misma". «I Know» fue un hit exitoso; sus nuevos ritmos inspirados en el new jack swing, letras de rap optimistas y coros pegadizos llevaron al público coreano a la tormenta. Se posicionó en el puesto número 1 por un récord de 17 semanas. Aunque, esto ha sido roto por «Lies» de BIGBANG, que encabezó el gráfico durante 18 semanas. Seo Taiji and Boys ganó un Golden Disc Award por «I Know» en 1992. Spin llamó «I Know» número 4 en su lista de 2012 de las 21 canciones más grandes de K-Pop de todos los tiempos. En 2015, Rolling Stone lo nombró número 36 en su lista de las 50 canciones más grandes de Boy Band de todos los tiempos.

### 1993: «Anyway»
Su segundo álbum de 1993 tomó un giro diferente. Aunque permaneciendo un álbum de baile la mayor parte, algunas canciones tales como «Anyway» (何如 歌) tenía elementos de la música rock más pesada agregada a ellos. «Anyway» le hizo ganar su segundo Golden Disc Award. Al promover el álbum, el grupo fue prohibido de aparecer en ciertos programas de televisión porque llevaban pendientes, jeans rasgados y tenía rastas. Esta fue la primera de las numerosas controversias sobre Seo Taiji and Boys. Su segundo álbum se convirtió en el primer álbum de "doble millón de ventas" en la historia coreana.

### 1994: «Dreaming of Balhae»
El tercer álbum cambió los engranajes a ser mucho más heavy metal y rock. Las melodías bailables son casi inexistentes, excepto «Dreaming of Balhae» (발해 를 꿈꾸며), una canción de rock alternativo que indica una esperanza de reunir a Corea del Norte y Corea del Sur. Lo que les valió su tercer Golden Disc Award. En su lugar, canciones como el polémico «Classroom Ideology» (교실 이데아) con voces guturales por Ahn Heung-chan de Crash ocupan el centro del escenario. «Classroom Ideology» fue extremadamente crítico con el sistema educativo coreano y con la presión ejercida sobre los jóvenes para que tuvieran éxito académicamente. Se les acusó de enmascarar mensajes satánicos en sus canciones. Aunque los principales medios de comunicación demostraron más tarde que estas acusaciones se basaban en pruebas extremadamente tenues, el pánico moral resultó difícil de eliminar por completo.

### 1995: «Shame of the Times»
Sin retroceder, el cuarto álbum de Seo Taiji and Boys explotó con canciones más polémicas. «Come Back Home» fue una incursión en el rap gánster. "Must Triumph" (필승) también fue un gran éxito con el sonido de rock alternativo y voces gritando. «Shame of the Times» (시대 유감) fue prohibido por el Public Performance Ethics Committee por tener letras que criticaban al gobierno. La versión de la canción incluida en el álbum es solamente instrumental. La reacción de los aficionados fue inmensa, y el sistema de 'pre-censura' (사전 심의제) fue abolido en junio de 1996, parcialmente como resultado de esto. Un EP titulado Shame of the Times e incluyendo la versión original de la canción fue lanzado un mes después de que el sistema fue abolido.

### 1996: Retiro
Seo Taiji and Boys se retiraron de la escena popular de Corea del Sur en enero de 1996 durante su apogeo. Lee más tarde declaró que Seo tomó la decisión de disolverse mientras grababa su cuarto álbum, para sorpresa de Yang y él mismo. Su anuncio de retiro fue una gran decepción para millones de aficionados en Corea. El álbum de compilación Goodbye Best Album fue lanzado más tarde ese año.
Seo Taiji se dirigió a los Estados Unidos poco después, mientras que Lee Juno y Yang Hyun-suk establecieron discográficas justo después de su retiro. Yang Hyun-suk logró que YG Entertainment fuera una de las tres mayores compañías discográficas del país. Seo Taiji volvió a la música dos años después con una carrera en solitario muy exitosa; él ahora se refiere como "el presidente de la cultura" en Corea del Sur. En 2007, los cuatro álbumes de Seo Taiji and Boys fueron incluidos en el Top 100 de Álbumes Pop de Kyunghyang Shinmun, con su primer ranking el más alto en el número 24.
En 2014, cuando se le preguntó sobre una posible reunión de Seo Taiji and Boys, Seo reveló que los tres miembros habían hablado de ello a menudo. Sin embargo, dijo: "El mayor obstáculo es que en el pasado, realizamos actuaciones realmente hermosas, que los fans recuerdan, pero si volvemos a estar juntos ahora, me preocupa que podamos decepcionar, así que no estoy seguro. Me falta más y más confianza a medida que envejezco. No creo que pueda bailar tan ferozmente como en el pasado.."

## Miembros
| Nombre artístico | Nombre artístico | Nombre real       | Nombre real | Fecha de nacimiento              | Lugar de nacimiento                             | Posición                                                                          |
| Romanización     | Hangul           | Romanización      | Hangul      | Fecha de nacimiento              | Lugar de nacimiento                             | Posición                                                                          |
| ---------------- | ---------------- | ----------------- | ----------- | -------------------------------- | ----------------------------------------------- | --------------------------------------------------------------------------------- |
| Lee Juno         | 이주노           | Lee Ju-no         | 이주노      | 10 de febrero de 1967 (58 años)  | Bucheon, Gyeonggi, Corea del Sur                | Coros, Coreografía                                                                |
| Yang Hyun-suk    | 양현석           | Yang Hyun-suk     | 양현석      | 2 de diciembre de 1969 (55 años) | Samcheong-dong, Jeongno-gu, Seúl, Corea del Sur | Coros, Coreografía                                                                |
| Seo Taiji        | 서태지           | Jeong Hyeon-cheol | 정현철      | 21 de febrero de 1972 (53 años)  | Gahoe-dong, Jeongno-gu, Seúl, Corea del Sur     | Voces Principales, Bajo, Guitarra, Teclados, Compositor Principal, Líder de Banda |

## Discografía

### Álbumes de estudio
- Seo Taiji and Boys (1992)
- Seo Taiji and Boys II (1993)
- Seo Taiji and Boys III (1994)
- Seo Taiji and Boys IV (1995)

### Álbumes en vivo
- Taiji Boys Live and Techno Mix (1992)
- '93 Last Festival (1994)
- '95 Farewall to Sky (1995)

### Otros lanzamientos
- Goodbye Best Album (1996, recopilación)
- Sidae Yugam (1996, EP)

## Premios

### Premios en programas de música

#### Inkigayo
| Año  | Fecha          | Canción               |
| ---- | -------------- | --------------------- |
| 1992 | 16 de junio    | «I Know»              |
| 1992 | 23 de junio    | «I Know»              |
| 1992 | 30 de junio    | «I Know»              |
| 1992 | 7 de julio     | «I Know»              |
| 1992 | 14 de julio    | «I Know»              |
| 1992 | 21 de julio    | «I Know»              |
| 1992 | 28 de julio    | «I Know»              |
| 1992 | 4 de agosto    | «I Know»              |
| 1992 | 11 de agosto   | «I Know»              |
| 1992 | 18 de agosto   | «I Know»              |
| 1992 | 4 de octubre   | «You, In The Fantasy» |
| 1992 | 11 de octubre  | «You, In The Fantasy» |
| 1992 | 18 de octubre  | «You, In The Fantasy» |
| 1992 | 25 de octubre  | «You, In The Fantasy» |
| 1992 | 1 de noviembre | «You, In The Fantasy» |
| 1992 | 8 de noviembre | «You, In The Fantasy» |
| 1993 | 18 de julio    | «Anyway»              |
| 1993 | 25 de julio    | «Anyway»              |
| 1993 | 1 de agosto    | «Anyway»              |
| 1993 | 8 de agosto    | «Anyway»              |
| 1993 | 15 de agosto   | «Anyway»              |
| 1993 | 22 de agosto   | «Anyway»              |
| 1993 | 29 de agosto   | «Anyway»              |

#### 여러분의 인기가요
| Año  | Fecha            | Canción               |
| ---- | ---------------- | --------------------- |
| 1992 | 19 de junio      | «I Know»              |
| 1992 | 26 de junio      | «I Know»              |
| 1992 | 3 de julio       | «I Know»              |
| 1992 | 10 de julio      | «I Know»              |
| 1992 | 17 de julio      | «I Know»              |
| 1992 | 24 de julio      | «I Know»              |
| 1992 | 31 de julio      | «I Know»              |
| 1992 | 7 de agosto      | «I Know»              |
| 1992 | 14 de agosto     | «I Know»              |
| 1992 | 21 de agosto     | «I Know»              |
| 1992 | 11 de septiembre | «You, In The Fantasy» |
| 1992 | 18 de septiembre | «You, In The Fantasy» |
| 1992 | 25 de septiembre | «You, In The Fantasy» |
| 1992 | 2 de octubre     | «You, In The Fantasy» |
| 1992 | 9 de octubre     | «You, In The Fantasy» |

#### Top 10 Songs
| Año  | Fecha           | Canción               |
| ---- | --------------- | --------------------- |
| 1992 | 1 de julio      | «I Know»              |
| 1992 | 15 de julio     | «I Know»              |
| 1992 | 22 de julio     | «I Know»              |
| 1992 | 29 de julio     | «I Know»              |
| 1992 | 5 de agosto     | «I Know»              |
| 1992 | 21 de octubre   | «You, In The Fantasy» |
| 1992 | 28 de octubre   | «You, In The Fantasy» |
| 1992 | 4 de noviembre  | «You, In The Fantasy» |
| 1992 | 11 de noviembre | «You, In The Fantasy» |
| 1992 | 18 de noviembre | «You, In The Fantasy» |
| 1993 | 11 de agosto    | «Anyway»              |
| 1993 | 18 de agosto    | «Anyway»              |
| 1993 | 25 de agosto    | «Anyway»              |
| 1993 | 1 de septiembre | «Anyway»              |
| 1995 | 8 de noviembre  | «Come Back Home»      |
| 1995 | 15 de noviembre | «Come Back Home»      |
| 1995 | 22 de noviembre | «Come Back Home»      |
| 1995 | 29 de noviembre | «Come Back Home»      |
| 1995 | 6 de diciembre  | «Come Back Home»      |

#### 결정! 최고 인기가요
| Año  | Fecha            | Canción  |
| ---- | ---------------- | -------- |
| 1993 | 6 de agosto      | «Anyway» |
| 1993 | 10 de septiembre | «Anyway» |

#### Most Popular Best 50
| Año  | Fecha           | Canción          |
| ---- | --------------- | ---------------- |
| 1995 | 3 de noviembre  | «Come Back Home» |
| 1995 | 10 de noviembre | «Come Back Home» |
| 1995 | 17 de noviembre | «Come Back Home» |

#### TV Music 20
| Año  | Fecha           | Canción          |
| ---- | --------------- | ---------------- |
| 1995 | 5 de noviembre  | «Come Back Home» |
| 1995 | 12 de noviembre | «Come Back Home» |
| 1995 | 19 de noviembre | «Come Back Home» |

## Anuncios
- LG Electronics Mini Star
- SK Hynix CD Vision
- Haitai Confectionery & Foods Kancurichon